# John Baconthorp
John Baconthorp ou de Baconthorp ou Jean de Baconthorpe (c. 1290-1348), en latin, Baco ou Baconis (ou en français Jean Bacon), est un carme anglais, enseignant la théologie aux universités de Paris, d'Oxford et de Cambridge, surnommé le Doctor Resolutus dans l'histoire de la scolastique.

## Biographie
John est né aux environs de 1290, à Baconthorpe, dans le Norfolk (Angleterre). Entré dans l'ordre des carmes, il étudie la théologie à l'université d'Oxford en 1312. Entre cette date et 1318, il devient lecteur de la Bible et des Sentences (manuel de base de la théologie scolastique) à l'université de Paris. En 1321, il est présent, en qualité de bachelier, à la rétractation des erreurs de Jean de Pouilly. En 1324, il est promu maître en théologie et régent des études, c'est-à-dire responsable du centre universitaire de formation des carmes, à Paris. En 1325, il réélabore son commentaire des livres I et IV des Sentences, et rédige ses Quodlibeta (exposés sur des sujets variés) I et II. Entre 1326 et 1333, il est nommé provincial d'Angleterre. Cela ne l'empêche pas de prononcer, en 1330, à Paris, une troisième série de questions quodlibétiques. Il part ensuite enseigner à Oxford et à Cambridge, où il se liera d'amitié avec Thomas Bradwardine. Dans la première de ces villes, il a interprété l'Évangile de Matthieu, entre 1336 et 1337, et composé des Quaestiones canonicae (Questions de droit canonique) à partir du livre IV des Sentences. Il est décédé en 1348, à Blakeney ou à Londres.

## Contexte
John Baconthorp appartient à ces maîtres universitaires qui ont suivi et pris acte des condamnations prononcées en 1277 par l'archevêque de Paris, Michel Tempier, contre deux cent dix-sept thèses émanant de l'enseignement philosophique tenu par les professeurs de la faculté des Arts. La condamnation de ce que l'on a appelé improprement l'averroïsme latin, a en effet entraîné chez les intellectuels un certain scepticisme quant à la possibilité de réaliser une synthèse harmonieuse entre la rationalité scientifique, dont le modèle est alors Aristote, et la révélation chrétienne. Cette attitude désabusée se marque, chez John, par un fréquent recours à l'ironie, sauf en ce qui concerne les vérités de la foi. Dans les années 1320, le carme s'imposera parmi les théologiens les plus traditionalistes. 

## Philosophie
Baconthorp marque une prédilection pour Averroès, mais il s'oppose aux positions prises par Siger de Brabant (visé par les fameuses condamnations) ou par son contemporain, Jean de Jandun. Esprit indépendant, il semble cependant plus à l'aise dans la critique que dans l'élaboration constructive. Cette situation lui a permis d'envisager la plupart des grandes questions métaphysiques qui passionnaient les maîtres de l'époque. La même forme substantielle produit-elle, en se développant, les facultés de sentir, de se mouvoir et de penser ? John le nie et rejette la théorie de l'unicité de la forme substantielle, proposée par Thomas d'Aquin. La cause de l'existence des êtres singuliers pourrait-elle être l'individuation elle-même ? John ne le croit pas et s'oppose au concept d'eccéité élaboré par Duns Scot. Il refuse également la théorie selon laquelle la différence opérée par l'esprit entre l'essence et l'existence, constituerait une réalité, ainsi que la capacité de Dieu à connaître par avance les futurs contingents.

## Théologie
Comme d'autres représentants de la théologie post-scotiste, Baconthorp observe des stratégies de repli, qui l'amènent à réélaborer l'exégèse indépendamment de l'appareillage aristotélicien. Il considère, en effet, que l'Écriture sainte constitue l'unique source de la doctrine chrétienne, même s'il utilise abondamment le droit canon (il a donné deux commentaires du livre IV des Sentences) et les documents pontificaux. À ce propos, il apparaît comme un défenseur de l'autorité de l'Église et du pape, contre Marsile de Padoue et contre les Franciscains spirituels, bien qu'il considère que le pouvoir civil ne dérive pas de l'autorité pontificale. Ainsi, lorsque Jean XXII tentera d'imposer ses théories sur la vision béatifique, John expliquera que le pape a exposé là une opinion personnelle, qui ne peut être jugée par un concile, mais seulement par le souverain pontife lui-même. Il est un point, toutefois, où le point de vue du carme a changé : en ce qui concerne l'immaculée conception de la Vierge, il est passé d'une attitude de refus en 1324, époque où il critiquait les positions des franciscains Duns Scot et Pierre Auriol sur le sujet, à une attitude partisane en 1340.   

## Spiritualité
La réflexion théologique de Baconthorp a assuré de solides bases intellectuelles à la dévotion à l'Immaculée Conception dans l'ordre du Carmel. Il faut dire qu'à travers quatre petits traités spirituels, John a revendiqué le patronage et l'imitation de la Vierge et d'Élie pour sa famille religieuse : le Tractatus super regulam ordinis carmelitarum présente la Règle comme une imitation de la vie de Marie; le Speculum de institutione et le Compendium historiarum et jurium expose le patronage de la Mère du Christ et l'imitation du prophète, considéré comme le père de l'ordre; et ces thèmes sont repris, sur un mode allégorique, dans le Laus religionis carmelitanae.

## Postérité
Les traités spirituels sont restés à l'état de manuscrits : les trois premiers sont conservés à Venise (1507) et le quatrième à Oxford, à la Bodleian Library. L'enseignement sur les Sentences de Pierre Lombard et les quatre séries de questions quodlibétiques ont été publiés à plusieurs reprises. Les notes en vue d'un exposé sur l'Évangile de saint Matthieu ont été conservées. Cependant, Baconthorp a encore composé plusieurs commentaires d'Aristote, de saint Augustin et de saint Anselme, qui sont considérés comme perdus. Au XVIe siècle, Agostino Nifo, philosophe enseignant à l'université de Padoue, a vu en lui le Princeps averroïstarum (Prince des averroïstes). Aux XVIIe et XVIIIe siècles, les carmes ont essayé de lancer une école baconienne et composé, à cet effet, de nombreux ouvrages exposant la philosophie ou la théologie du Doctor Resolutus. C'est le cas, par exemple, du carme wallon Henri Daulmerie.

### Œuvres
- Quaestiones in quattuor libri Sententiarum et Quodlibetales, Farnborough, Gregg, 1969, 2 volumes.

### Études
- A. Staring, « Jean Baconthorp », Catholicisme, Paris, Letouzey, t. VI,‎ 1964, p. 588-589.
- A. Staring, « Jean Baconthorp », Dictionnaire de spiritualité ascétique et mystique, Paris, Beauchesne, t. VIII,‎ 1974, p. 284.
- B. Patar, « Jean de Baconthorp », Dictionnaire des philosophes médiévaux, Editions Fides, Presses Philosophiques,‎ 2006, p. 223-224 (ISBN 978-2762127416).